# Insieme/Viva lei
Insieme/Viva lei è il 102º singolo di Mina, pubblicato nel maggio del 1970 su vinile a 45 giri dalla PDU e distribuito dalla EMI Italiana.

## Il disco
Esistono due versioni della copertina, la seconda senza la dicitura "Un disco per l'Europa, Lugano 1970".
Entrambi i brani sono stati utilizzati dalla cantante negli spot, con la regia di Valerio Zurlini, per pubblicizzare la pasta Barilla.

## Successo e classifiche
Trascinato dal successo di Insieme, il disco rimane 18 settimane in classifica e 10 tra i primi 3, raggiungendo e mantenendo stabilmente la 2ª posizione per oltre un mese.
| Classifica 1970          | Posizione | Settimane |
| ------------------------ | --------- | --------- |
| 27 giugno                | 10        | 1         |
| 4 luglio                 | > 10      | 1         |
| 11 luglio                | 6         | 1         |
| 18 luglio                | 5         | 1         |
| 25 luglio - 1 agosto     | 3         | 2         |
| 8 agosto                 | 4         | 1         |
| 15 agosto - 19 settembre | 2         | 6         |
| 26 settembre - 3 ottobre | 3         | 2         |
| 10 ottobre               | 5         | 1         |
| 17 ottobre               | 7         | 1         |
| 24 ottobre               | 9         | 1         |

Sempre e solo alle spalle del 45 giri di Domenico Modugno La lontananza/Ti amo, amo te, sarà il secondo singolo più venduto del 1970.

## Insieme
Il testo di questa canzone canzone fu scritto nel 1970 da Mogol, contemporaneo al testo di Fiori rosa fiori di pesco. Mentre quest'ultima fu interpretata da Battisti, questo brano fu invece regalato a Mina in occasione del suo 30º compleanno.

La cantante, poco convinta di poterla interpretare nonostante fosse stata pensata e composta apposta per la sua voce, dapprima scelse l'altro brano, poi cambiò idea in accordo con lo stesso Battisti. La musica fu arrangiata da Mariano Detto, il quale diresse anche la sua orchestra, e partendo inizialmente dal ritornello, che si rifà sia all'adagio del balletto Spartak (Adagio di Spartacus e Phrygia) del compositore armeno Aram Il'ič Chačaturjan, sia al classico giro di accordi del Canone di Pachelbel.
Entrambi i brani avranno comunque un grande riscontro di ascolti e di vendite nell'estate del 1970, ma Insieme diventerà col tempo uno dei successi più importanti nella carriera sia di Mina, sia della coppia artistica Mogol/Battisti.. Lo stesso anno Mina la inserirà nel suo album ...quando tu mi spiavi in cima a un batticuore....
Della canzone esistono i video di due esecuzioni dal vivo. Il primo registrato per la trasmissione televisiva Senza Rete (prima puntata della terza edizione, 20 giugno 1970) con accompagnamento dell'orchestra di Pino Calvi, reperibile sul DVD Gli anni Rai 1968-1972 Vol. 2, inserito in un cofanetto monografico di 10 volumi pubblicato da Rai Trade e GSU nel 2008. Il secondo da Teatro 10 (3ª edizione, 4 puntata, 16 aprile 1972) con l'orchestra di Gianni Ferrio, presente nel primo volume (Gli anni Rai 1972-1978 Vol. 1) della stessa raccolta.

Anche il cofanetto I miei preferiti (Gli anni Rai), pubblicato nel 2014, riporta le medesime esibizioni, con l'identico video della prima e la traccia audio di quella tratta da Teatro 10.
Curiosamente due altri frammenti audio fanno parte di altrettanto famosi medley dal vivo. Il primo è nella registrazione del celebre duetto Mina-Battisti eseguito per la puntata del 23 aprile 1972 della trasmissione televisiva Teatro 10, reperibile nella raccolta Signori... Mina! vol. 1 (1993). Il secondo è nella fantasia del concerto alLa Bussola tenutosi il 16 settembre 1972. Quest'ultima, era originariamente esclusa dall'album Dalla Bussola che celebrava l'evento, ma nel 2012 in occasione del quarantennale, è stata inserita nella riedizione su CD, per ripristinare la sequenza originale completa dei brani in concerto. Precedentemente il medley era disponibile solo sul DVD dell'intero evento (2003) e sul bonus CD Del mio meglio n. 10, Live, facente parte del cofanetto in edizione limitata intitolato Ascoltami, Guardami pubblicato nel 2006.
La canzone, cantata da Mina in spagnolo con titolo Juntos e testo di Julio Cèsar, appare su un singolo del 1970 commercializzato per il mercato latino, successivamente sarà inserita nelle specifiche raccolte Colección latina (2001) e Yo soy Mina (2011).
La cantante Svetlana Tchernykh incide una versione in russo dal titolo Признание.
Contrariamente a quanto potrebbe far pensare la traduzione letterale del titolo, la canzone Ensemble è invece la versione, con testo in francese curato da Pierre Delanoë, del brano originale di Mina Distanze (scritto da Luigi Albertelli e Roberto Soffici), pubblicato in italiano solo sull'album Mina® del 1974 e mai su singolo.

## Viva lei
Canzone meno nota, arrangiata da Augusto Martelli che conduce la sua orchestra, dovrà attendere 28 anni per essere pubblicata per la prima volta su un album: Mina Studio Collection (1998); nel 2006 sarà inserita nel secondo volume della Platinum Collection e nel 2013 con la raccolta Scritte per Mina... Firmato: Paolo Limiti.
Il citato DVD Gli anni Rai 1968-1972 Vol. 2 contiene anche la versione live di questo pezzo, trasmesso durante una puntata della 3ª edizione di Senza Rete.

## Tracce
Lato A
1. Insieme – 4:06 (testo: Mogol – musica: Lucio Battisti; edizioni musicali Acqua Azzurra/PDU)

Lato B
1. Viva lei – 3:18 (testo: Paolo Limiti – musica: Mario Nobile; edizioni musicali PDU)